# Palästinaamt

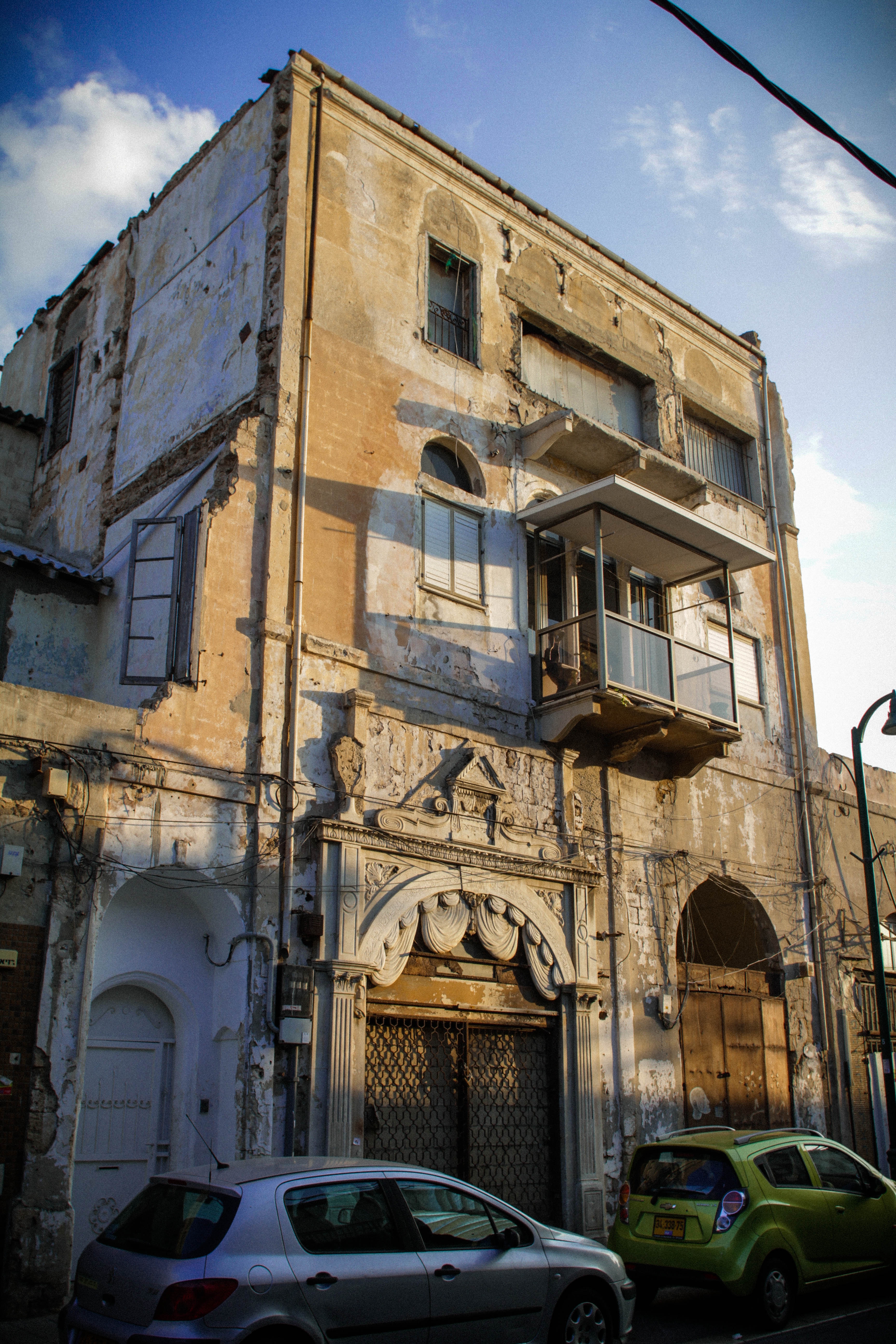
Haus Rechov Resi'el 17 (vor 1949 Rue Negib Bustros) von 1908 in Jaffa, Bauherr war Alexander Howard, von dem das Palästinaamt den Bau mietete, jetzt Eigentum der Maronitischen Gemeinde Jaffa, 2014

Das Palästinaamt (hebräisch הַמִּשְׂרָד הָאֶרֶצְיִשְׂרְאֵלִי haMisrad haʾErezjisrɘʾelī, deutsch ‚Eretz-Israelisches Büro/Amt‘) als Abteilung der Jewish Agency for Palestine war eine Einrichtung der Jewish Agency for Israel in der ersten Hälfte des 20. Jahrhunderts und wurde in zahlreichen Staaten errichtet. Es war die offizielle Vertretung der Zionistischen Weltorganisation in Jaffa und wurde ab dem 1. April 1908 unter der Leitung des Soziologen sowie Zionisten Arthur Ruppin tätig.:39 Das Palästinaamt verfügte über mehrere Büros innerhalb der nationalen Einrichtungen.

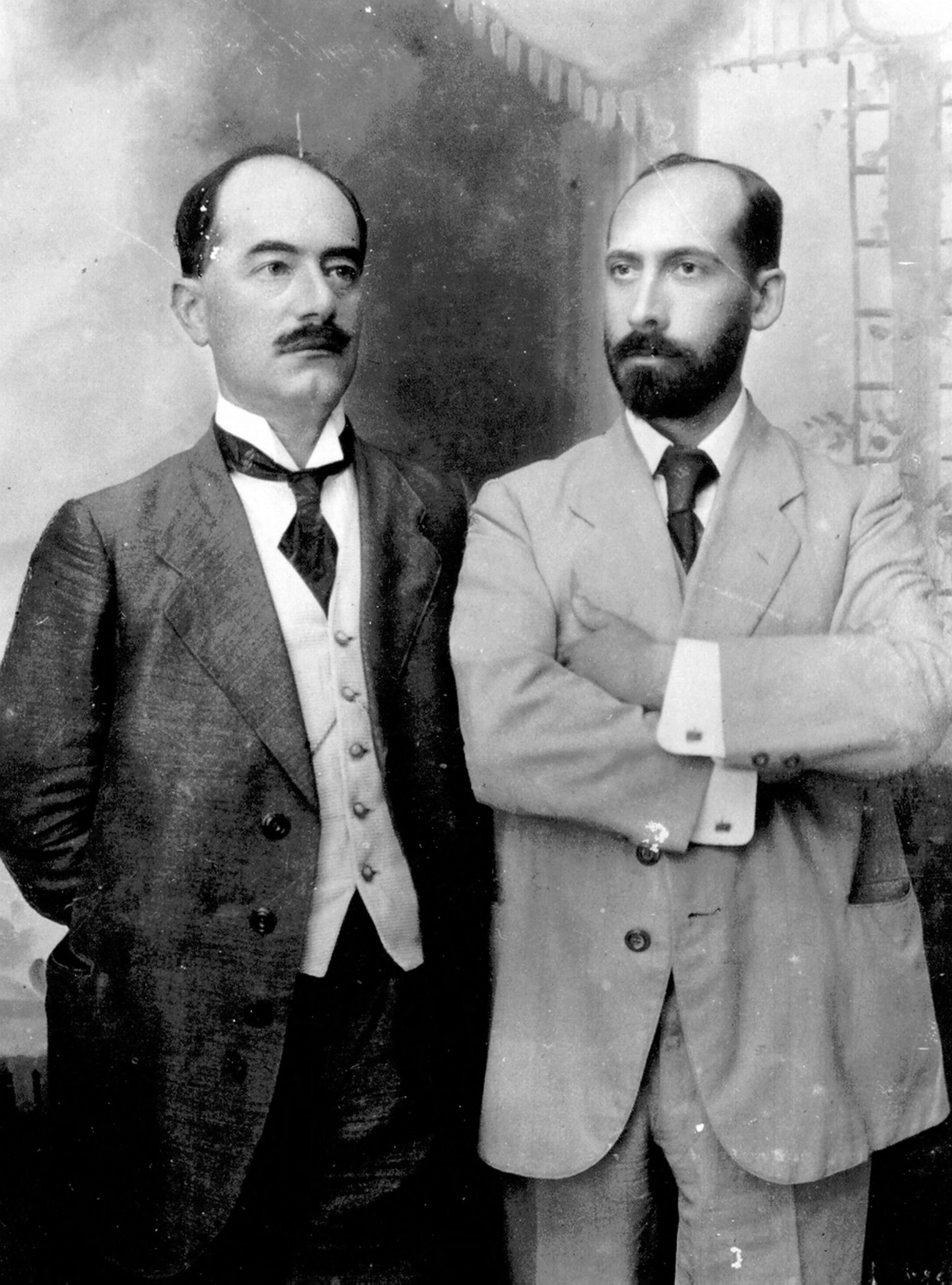
Arthur Ruppin (links), der Leiter des Palästinaamtes zu Jaffa, und sein Mitarbeiter Jacob Thon, 1908

## Geschichte und Zweck
Im August 1907 wurde auf dem 8. Zionistenkongress in Den Haag die Errichtung des Palästinaamtes beschlossen.
Zu den Aufgaben des Palästinaamtes gehörten die Besorgung von Ausreiseerlaubnissen und Visa sowie die Bereitstellung von Geldern für die Emigration. Neben den eingerichteten Beratungsstellen wurden Ausreise-Handbücher verfasst sowie Aus- und Weiterbildungsmöglichkeiten angeboten, die unter anderem dem Erwerb von handwerklichen und landwirtschaftlichen Fähigkeiten dienten. Zur Verbesserung der Integration in die neue Heimat wurden Sprachkurse in Neuhebräisch angeboten. 
Im Oktober 1941 kam es zum endgültigen Verbot der jüdischen Auswanderung im Deutschen Reich und die Organisation stellte ihre Tätigkeit dort und in den besetzten Gebieten ein, was jüdische Selbsthilfe fast unmöglich machte und nur noch die Rettung einzelner Juden zuließ.

## Vertretungen in Europa

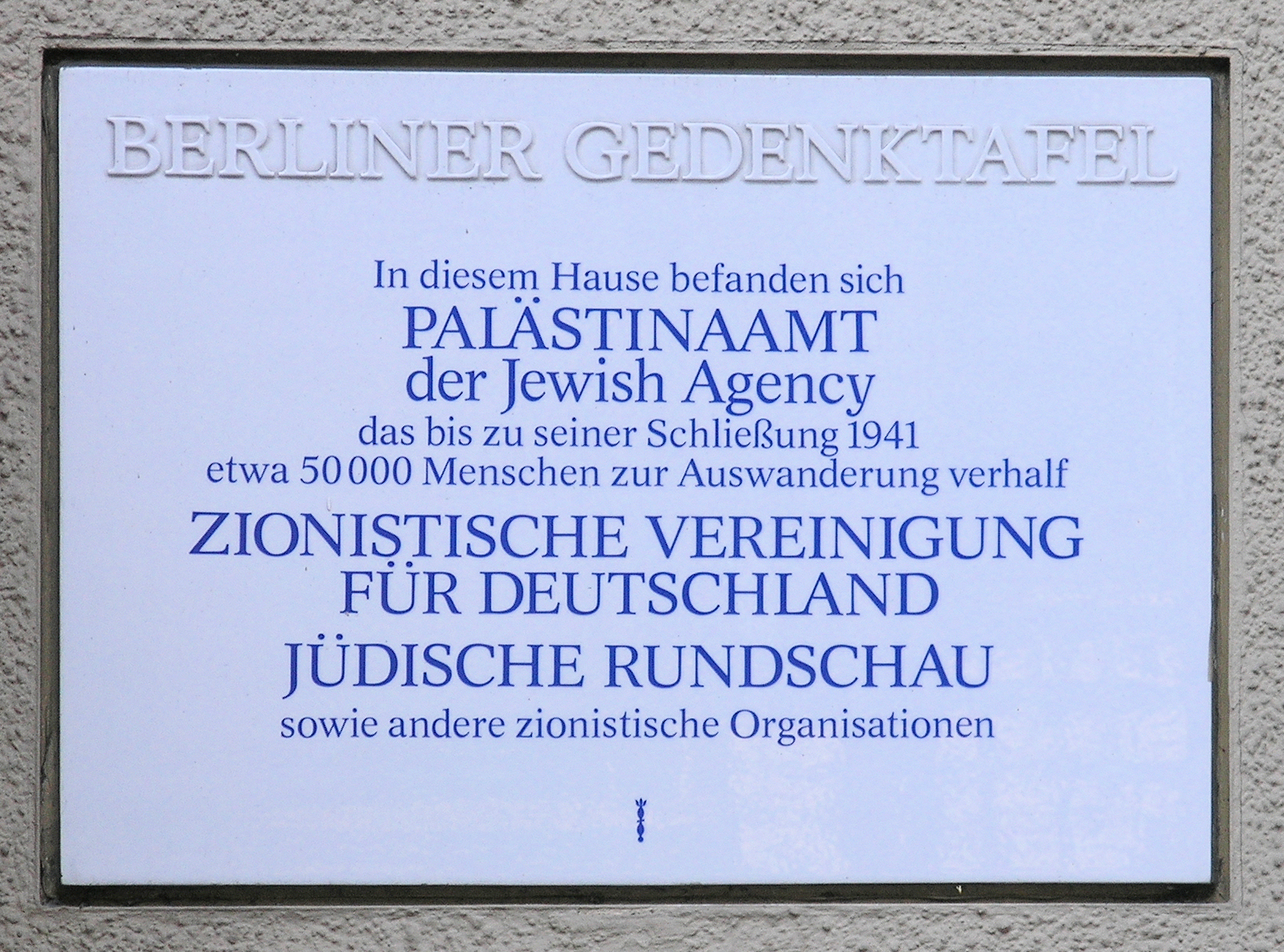
Gedenktafel am Haus Meinekestraße 10, Berlin-Charlottenburg

### Deutschland
Die Einrichtung des Palästinaamtes in Deutschland (auch Palästina-Amt der Jewish Agency in Deutschland) erfolgte im Jahre 1924 in Berlin, mit Georg Landauer als erstem Leiter. Mitgründer war unter anderem der Schriftsteller und Verleger Georg Strauss. 1941 musste die Organisation ihre Tätigkeit im Deutschen Reich einstellen.

### Jugoslawien
Das Palästinaamt in Jugoslawien Palenstki ured za Jugislaviju unterhielt neben der Hauptstelle in Zagreb Büros in Sarajewo, Belgrad, Novi Sad, Bitola und Skoplje.

### Österreich
Unmittelbar nach dem Anschluss Österreichs im März 1938 bestimmte Adolf Eichmann den Leiter des Palästinaamtes in Wien, Alois Rothenberg, zum verantwortlichen Verbindungsmann in der jüdischen Gemeinde für die schnellstmögliche Auswanderung aller Juden.

### Tschechoslowakei
Der in Auschwitz ermordete Zionist Jakob Edelstein war von 1933 bis zu seiner Deportation nach Theresienstadt am 4. Dezember 1941 Leiter des Palästinaamtes in Prag.